# Stanovništvo Zagreba
Grad Zagreb ima 779.145 stanovnika, prema popisu stanovništva iz 2001. godine, i to 415.153 žene i 363.992 muškarca. Šire gradsko područje okuplja više od milijun stanovnika. Prosječna starost stanovnika je 39,7 godina. Prema narodnosti većinu stanovnika čine Hrvati (oko 92%), a od nacionalnih manjina najznačajnije skupine su: Srbi, Slovenci, Bošnjaci, Albanci, te Nijemci, Austrijanci i Mađari. Prema vjeroispovijesti, većina Zagrepčana izjašnjava se katolicima (87%), a ostale vjerske zajednice su: pravoslavna zajednica, islamska zajednica, te Evangelička (luteranska) crkva i Reformirana kršćanska (kalvinska) Crkva kao povijesno priznate protestantske konfesije u Zagrebu. Nazočne su još Adventistička Crkva, Baptistička Crkva te židovska zajednica. Oko 4% izjašnjava se agnosticima, a 3,5% ateistima. Najveće gradske četvrti su: Trešnjevka (više od 120 000 stanovnika), Novi Zagreb (više od 110 000 stanovnika) i Dubrava (blizu 100 000 stanovnika). Po popisu stanovništva iz 1991. godine, naseljeno mjesto Zagreb imalo je 706.770 stanovnika.

### Razvoj površine i stanovništva
Podatci u 3. stupcu se odnose na upravno-teritorijalnu podjelu u vrijeme popisa. U 4. stupcu su podatci svedeni na današnju upravno-teritorijalnu podjelu (NN br.10, od 30. siječnja 1997.)
Ako nema dodatnih napomena, radi se od podatcima iz popisa stanovništva, provedenim prema u tom trenutku važećim pravilima.
| Godina | Površina (km²) | Stanovništvo (prema tadašnjoj podjeli) | Stanovništvo (prema današnjoj podjeli) | Napomene                                     |
| ------ | -------------- | -------------------------------------- | -------------------------------------- | -------------------------------------------- |
| 1368.  | ...            | 2.810                                  | ...                                    | prema popisu kućanstava                      |
| 1742.  | ...            | 5.600                                  | ...                                    | prema popisu kućanstava                      |
| 1805.  | ...            | 7.706                                  | ...                                    | popis stanovništva bez svećenstva i plemstva |
| 1850.  | ...            | 16.036                                 | ...                                    |                                              |
| 1857.  | ...            | 16.657                                 | 48.266                                 |                                              |
| 1869.  | ...            | 19.857                                 | 54.761                                 |                                              |
| 1880.  | ...            | 30.830                                 | 67.188                                 |                                              |
| 1890.  | 3,33           | 40.268                                 | 82.848                                 |                                              |
| 1900.  | 64,37          | 61.002                                 | 111.565                                |                                              |
| 1910.  | 64,37          | 79.038                                 | 136.351                                |                                              |
| 1921.  | 64,37          | 108.674                                | 167.765                                |                                              |
| 1931.  | 64,37          | 185.581                                | 258.024                                |                                              |
| 1948.  | 74,99          | 279.623                                | 356.529                                |                                              |
| 1953.  | 235,74         | 350.829                                | 393.919                                |                                              |
| 1961.  | 495,60         | 430.802                                | 478.076                                |                                              |
| 1971.  | 497,95         | 602.205                                | 629.896                                |                                              |
| 1981.  | 1.261,54       | 768.700                                | 723.065                                |                                              |
| 1991.  | 1.715,55       | 933.914                                | 777.826                                |                                              |
| 2001.  | 641,36         | 779.145                                | 779.145                                |                                              |